# Romarin
Salvia rosmarinus
Pour le village belge, voir Romarin (village).
Espèce
Synonymes
- Rosmarinus officinalis L., 1753 (synonyme remplacé)[2]
- Rosmarinus angustifolius Mill.[3]
- Rosmarinus communis Noronha[3]
- Rosmarinus flexuosus Jord. & Fourr.[3]
- Rosmarinus latifolius Mill.[3]
- Rosmarinus officinalis var. angustifolius (Mill.) DC.[3]
- Rosmarinus palaui (O.Bolòs & Molin. ) Rivas Mart. & M.J.Costa[3]
- Rosmarinus rigidus Jord. & Fourr.[3]
- Rosmarinus serotinus Loscos[3]
- Rosmarinus tenuifolius Jord. & Fourr.[3]
- Salvia fasciculata Fernald[3]
- Salvia rosmarinus Schleid.[3]

Le Romarin , Salvia rosmarinus, est une espèce de plantes à fleurs de la famille des Lamiacées (ou Labiées). C’est un arbrisseau poussant à l’état sauvage sur le pourtour méditerranéen, en particulier dans les garrigues arides et rocailleuses, sur terrains calcaires.
Aussi connu sous le nom de Rosmarinus officinalis, ce nom est devenu synonyme quand l'espèce a été reclassée, en 2017, dans le genre Salvia.
Fraîche ou séchée, cette herbe condimentaire fait partie de la cuisine méditerranéenne, et une variété se cultive dans les jardins. C'est une plante mellifère ; le miel de romarin, ou « miel de Narbonne » est réputé. C'est également un produit fréquemment utilisé en parfumerie. Enfin, diverses vertus phytothérapeutiques ont été étudiées.
Le nom « romarin » viendrait du latin « ros marinus » (rosée de mer), ou bien du grec « rhops myrinos » (buisson aromatique), ou encore du latin « rhus marinus » (sumac de mer). On l'appelle également « herbe-aux-couronnes », et en provençal, « encensier ».
Le romarin est une des plantes recommandées dans les domaines royaux par Charlemagne dans le capitulaire De Villis (fin du VIIIe ou début du IXe siècle).

## Caractéristiques

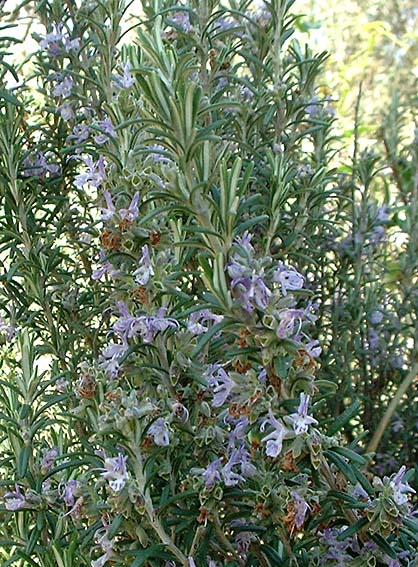
Vue d'ensemble de la plante.

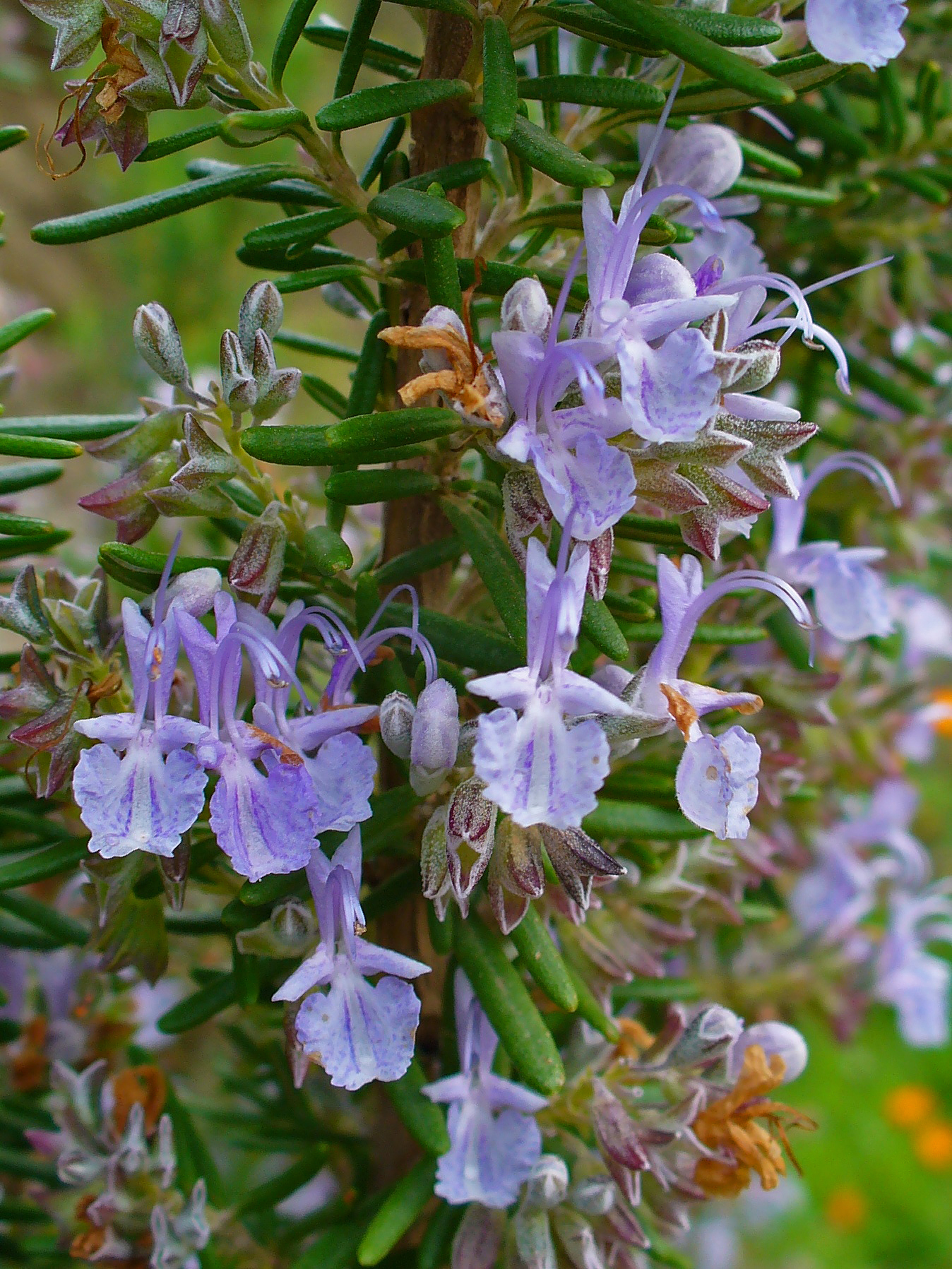
Romarin en fleur.

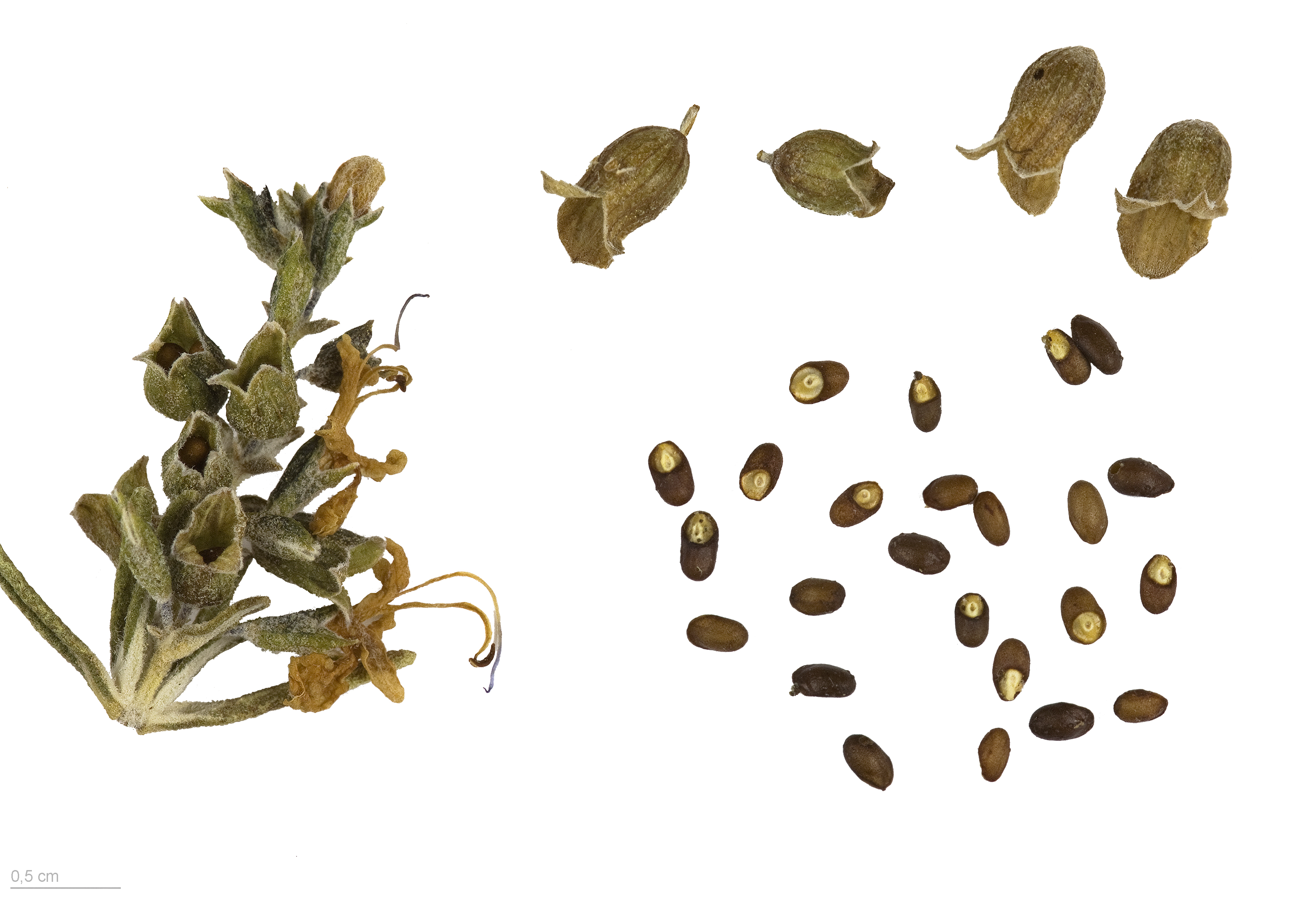
Salvia Rosmarinus au Muséum de Toulouse.

### Description
Le romarin peut atteindre jusqu'à 1,50 m de hauteur, voire jusqu'à 2 m en culture. Il est reconnaissable en toute saison à ses feuilles persistantes sans pétiole, coriaces, beaucoup plus longues que larges, aux bords légèrement enroulés, vert sombre luisant sur le dessus, blanchâtres en dessous. Leur odeur, très camphrée, évoque aussi l'encens d'où il doit son nom « encensier » en provençal.
La floraison commence dès le mois de février, parfois en janvier, et se poursuit jusqu'en avril-mai. Certaines variétés peuvent fleurir une deuxième fois en début d’automne. La couleur des fleurs, qui se présentent en grappes assez semblables à des épis, varie du bleu pâle au violet. On trouve également, mais plus rarement, la variété à fleurs blanches R. officinalis albiflorus. Leur calice est velu, à dents bordées de blanc. Elles portent deux étamines ayant une petite dent vers leur base. La lèvre inférieure de la corolle est profondément divisée, faisant penser au labelle de certaines orchidées. Comme pour la plupart des Lamiacées, le fruit est un tétrakène. Ce dernier est de couleur brune.

### Répartition et habitat
Le romarin est originaire du bassin méditerranéen.
On le trouve principalement dans les terrains arides et ensoleillés, comme les garrigues, les maquis et les rocailles. Il n'apprécie pas une sécheresse trop importante mais se contente de l'humidité du littoral, d'où il pourrait tenir son nom (« rosée de mer » en latin).
Il est répandu entre le niveau de la mer et 650 mètres, parfois jusqu'à 1 500 mètres d'altitude.

### Statuts de protection
L'espèce n'est pas considérée comme étant menacée en France. Elle est classée Espèce de préoccupation mineure (LC) par l'UICN.

## Culture
Le romarin se cultive dans un endroit ensoleillé, dans un sol calcaire et bien drainé. Bien que ce soit une plante aimant les climats chauds, il supporte les gelées si le sol ne conserve pas l'humidité. Idéalement, ce dernier doit avoir un pH compris entre 7 et 7,5.
Une légère taille au printemps après sa floraison peut contribuer à lui conserver une forme harmonieuse. Son feuillage persistant et sa tenue rendent propice l'utilisation de certaines variétés touffues à une utilisation en topiaire.
Il se multiplie facilement au printemps ou à l'automne par bouturage ou marcottage ; plus difficilement en été par semis car sa germination est lente.
Le romarin est assez résistant aux nuisibles : il craint toutefois le rhizoctone brun en cas d'humidité trop importante.
Sa zone de rusticité se situe entre 8 et 10.

### Production mondiale

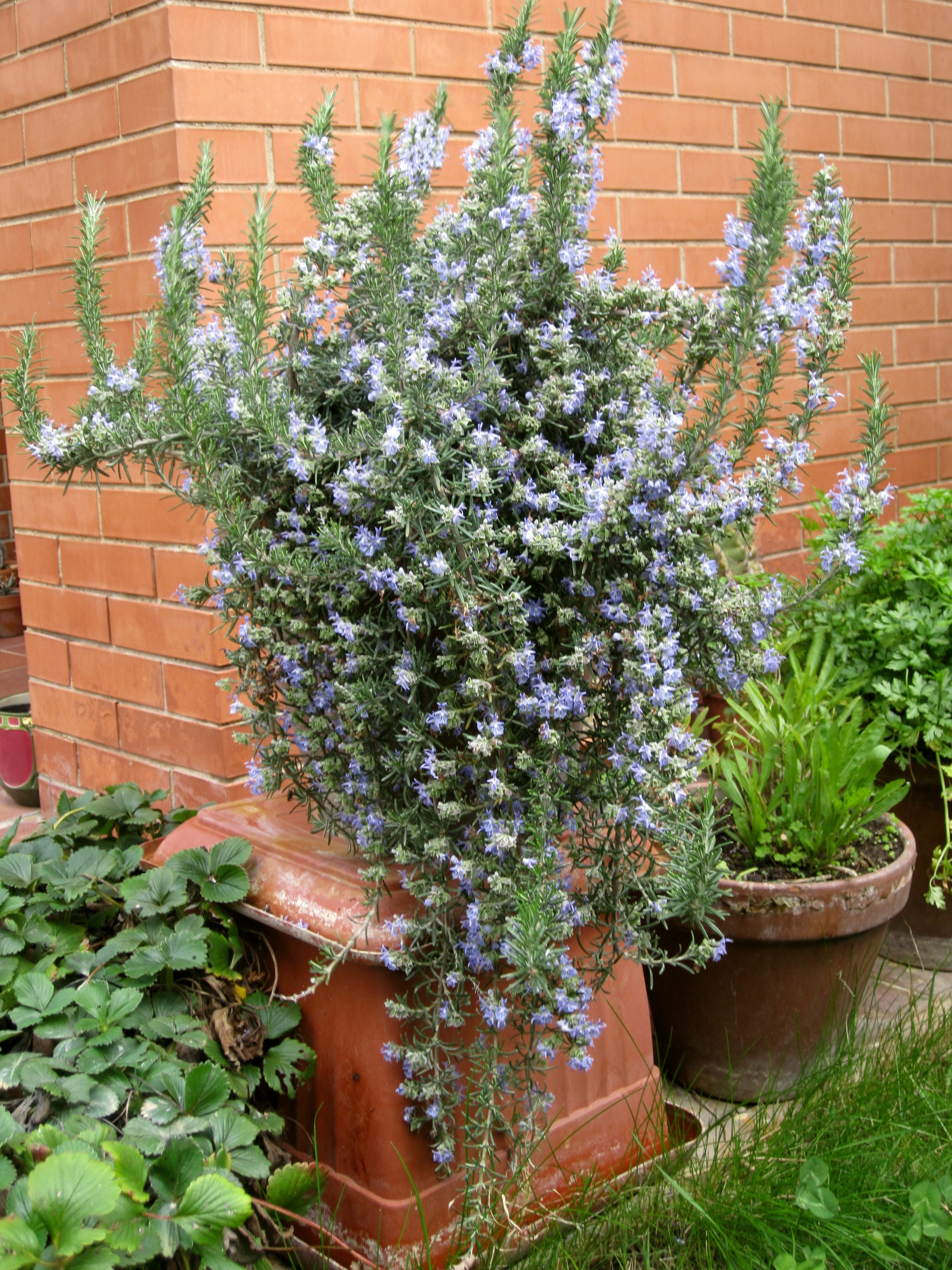
Rosmarinus officinalis prostratus (Romarin "Prostratus").

Le romarin est cultivé à large échelle en Espagne, en Tunisie, au Maroc, en Italie, en France, en Algérie et au Portugal, principalement pour en extraire de l'huile essentielle. La production mondiale d'huile essentielle de romarin atteint 200 à 300 tonnes en 2005.
En Inde, la CIMAP (Central Institute of Medicinal and Aromatic Plants) a introduit la production de romarin à la fin des années 80, qui s'est développée au cours des années 90. Cette production est concentrée dans le sud, dans les Nîlgîri et autour de Bangalore.

## Utilisations

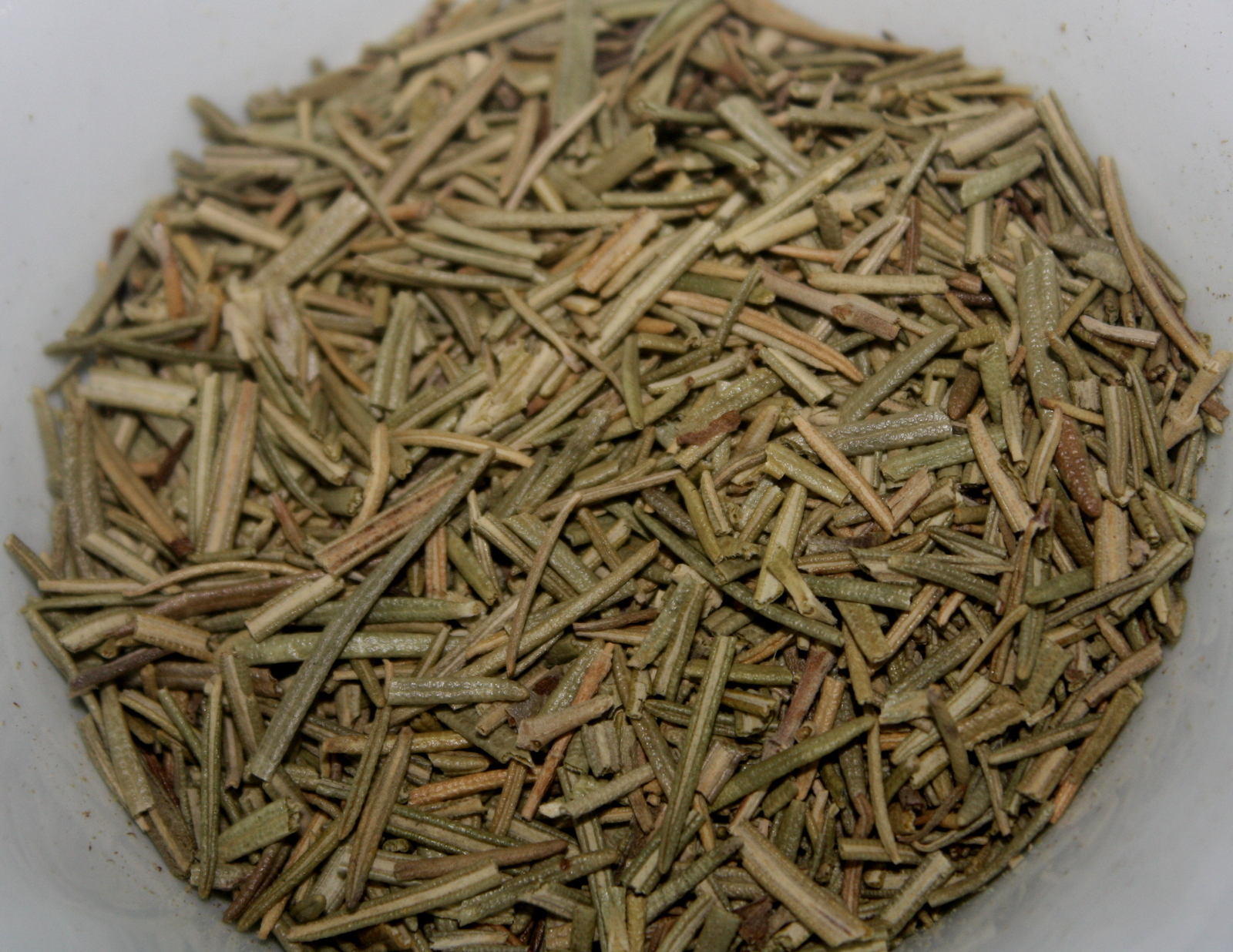

### Gastronomie
Les branches feuillues de romarin s'utilisent de préférence fraîches, mais peuvent également se conserver séchées. Les fleurs ont une saveur plus douce et se consomment crues, saupoudrées pour parfumer un plat ou un dessert.
Les branches s'emploient généralement comme aromate par infusion dans les ragoûts, les civets, les soupes et les sauces.
Le romarin est également utilisé pour parfumer les grillades. Quelques branches sont alors utilisées dans la confection d'une marinade ou une branche comme pinceau pour enduire la pièce à griller de marinade. Il est également possible de fumer la viande ou le poisson en déposant quelques branches sur les charbons, ou en petite quantité dans un fumoir. On peut enfin se servir de branches pour embrocher des légumes avant leur cuisson.
Plus audacieux, le romarin est parfois utilisé en infusion pour parfumer des desserts comme les flans, les crèmes ou certaines confitures.

### Parfumerie
L'utilisation du romarin en parfumerie est très ancienne. Le premier parfum alcoolique dont on connaisse l'existence est l'eau de Hongrie, alcoolat fréquemment utilisé au XVIIe siècle et qui pourrait dater du XIVe siècle, dont le romarin était l'un des principaux composants.
L’essence est obtenue par la distillation des branches, de préférence en n’utilisant que les sommités fleuries. Elle contient notamment du bornéol, du 1,8 cinéol (ou eucalyptol), du camphène et du pinène. Le romarin entre dans la composition de parfums surtout masculins, hespéridés aromatiques (eaux de Cologne), boisés et fougères aromatiques.

### Médecine et phytothérapie

#### Agents actifs
La plante contient plusieurs agents actifs parmi lesquels :
- Huiles essentielles : 1,8 cinéole[17], alpha-pinène[17], camphre de romarin[17], bornéol[19], camphène[18].
- Flavonoïdes : lutéoline[20], apigénine[20], quercétine[20], diosmine[21].
- Diterpènes : acide carnosique[17], rosmadial[17].
- Triterpènes et stéroïdes : acide oléanolique[17], acide ursolique[17].
- Tanins[22]
- Lipides : n-alcanes[17] , isolalcanes[17] , alcènes[17].
- Rosmaricine[22]
- Acide rosmarinique[22]

#### Effets
Le romarin fut longtemps utilisé empiriquement en phytothérapie. Le miel de romarin, aussi appelé « Miel de Narbonne » était un des multiples constituants de la thériaque de la pharmacopée maritime occidentale au XVIIIe siècle.
Des études modernes montrent les effets du romarin :
- cholérétique et hépatoprotecteur - le romarin a longtemps été utilisé empiriquement comme agent hépatoprotecteur et cholérétique. Ces effets ont été montrés expérimentalement[24]. Le romarin permet donc d'activer les fonctions digestives, en particulier le travail de la vésicule biliaire ;
- antimycosique[25],[26] et antibactérien[20] - les substances du romarin limitent le développement de certains agents pathogènes ;
- effets sur le système nerveux[27] - l'administration d'huile de romarin, à la fois par inhalation et par voie orale, stimule l'activité du système nerveux central, respiratoire et locomotrice chez la souris[28]. L'extrait alcoolique de R. officinalis a montré une activité antidépressive sur la nage forcée et les tests d'immobilité de la souris[29]. Le romarin serait donc recommandé pour traiter les divers cas d’asthénie ;
- effets sur la circulation sanguine - l'utilisation d'huile de romarin dans un bain stimule la circulation dermique et améliore l'hémodynamique pour les problèmes d'occlusion artérielle[30] ;
- effets sur les muscles lisses[31] - l'huile ou l'extrait aqueux de feuilles permettent d’inhiber certaines contractions induites chez les lapins et les cochons d’Inde[32],[33]. Le romarin aurait donc des effets antispasmodiques ;
- antitumorigénique[31] et antioxydant - de nombreuses études indiquent que le romarin permettrait de prévenir et de limiter la progression de certains types de cancers[34] ;
- antibactérienne[31] - l'huile essentielle de romarin à cinéole permet de lutter contre le rhume, bronchites et sinusites[35] ;
- anticoagulante[31]- les extraits de la plante ont des activités anticoagulantes qui peuvent diminuer le risque de la formation de caillots dans les vaisseaux sanguins[36].

#### Risques
L'huile essentielle de romarin peut avoir des effets neurotoxiques, déclencher convulsions et crises d’épilepsie. Par voie orale, et à part l'utilisation en cuisine, il est déconseillé aux femmes enceintes ou allaitantes .

## Variétés
On dénombre plus de 150 variétés de romarin. Elles se différencient par leur taille maximale (d'une dizaine de centimètres à deux mètres), leur tenue (vertical ou rampant), la couleur de leurs fleurs (violettes, bleues, blanches, roses) et de leurs feuilles, leur rusticité...
| Variété                                      | Nom                             | Caractéristiques |
| -------------------------------------------- | ------------------------------- | --- |
| Rosmarinus officinalis Alba ou Albus         | Romarin à fleurs blanches       | Fleurs et bourgeons blancs. |
| Rosmarinus officinalis Arp                   | Romarin "Arp"                   | Supporte particulièrement bien le froid (zones 6 à 10). Ses feuilles ont une odeur citronnée.                                                                    |
| Rosmarinus officinalis Athens Blue Spire     | Romarin "Athens Blue Spire"     | Feuillage dense, arôme puissant. |
| Rosmarinus officinalis Barbeque              | Romarin "Barbeque"              | Tiges bien droites, adaptées à l'usage des tiges comme brochettes.                                                                                               |
| Rosmarinus officinalis Bennenden Blue        | Romarin "Bennenden Blue"        | Grandes fleurs bleu-ciel, feuilles étroites et foncées. |
| Rosmarinus officinalis Blaulippe             | Romarin "Blaulippe"             | Buisson compact, fleurs bleu tirant sur le violet. Sensible au froid.                                                                                            |
| Rosmarinus officinalis Blue Lagoon           | Romarin "Blue Lagoon"           | Buisson compact. Sa floraison le couvre de petites fleurs bleues.                                                                                                |
| Rosmarinus officinalis Corsican Blue         | Romarin "Corsican Blue"         | Rampant. Fleurs bleu soutenu. |
| Rosmarinus officinalis Fota Blue             | Romarin "Fota Blue"             | Fleurs bleu foncé soutenu, feuillage vert foncé. |
| Rosmarinus officinalis Gorizia               | Romarin "Gorizia"               | Grandes feuilles et grandes fleurs bleues. Saveur légèrement épicée rappelant le gingembre.                                                                      |
| Rosmarinus officinalis Haifa                 | Romarin "Haifa"                 | Rampant. Petit et fragile, adapté à la culture en pot en intérieur.                                                                                              |
| Rosmarinus officinalis Jackmann's Blue       | Romarin "Jackmann's Blue"       | Fleurs bleu ciel, retombant. |
| Rosmarinus officinalis Miss Jessop's Upright | Romarin "Miss Jessop's Upright" | Croissance verticale. Variété utilisée comme haie. |
| Rosmarinus officinalis Pinkie                | Romarin "Pinkie"                | Fleurs roses, feuilles courtes et ternes. |
| Rosmarinus officinalis Primley Blue          | Romarin "Primley Blue"          | - |
| Rosmarinus officinalis Prostratus            | Romarin "Prostratus"            | Feuilles brillantes. Croit en s'étalant, adapté aux topiaires.                                                                                                   |
| Rosmarinus officinalis Roseus                | Romarin "Roseus"                | Fleurs roses. |
| Rosmarinus officinalis Salem                 | Romarin "Salem"                 | - |
| Rosmarinus officinalis Severn Sea            | Romarin "Severn Sea"            | Les branches sont retombantes. Fleurs bleues tendant vers le violet.                                                                                             |
| Rosmarinus officinalis Sudbury Blue          | Romarin "Sudbury Blue"          | Feuilles bleu-vert, fleurs bleues. |
| Rosmarinus officinalis Tarentinus            | Romarin "Tarentinus"            | Buissonnant. Fleurs bleu pâle à violettes. |
| Rosmarinus officinalis Tuscan Blue           | Romarin "Tuscan Blue"           | Croissance rapide, peut atteindre 2 mètres dans de bonnes conditions. Fleurs bleu foncé, feuilles bleu-vert foncé et brillantes. Arôme apprécié pour la cuisine. |
| Rosmarinus officinalis Vicomte de Noailles   | Romarin "Vicomte de Noailles"   | - |
| Rosmarinus officinalis f. repandens          | Romarin retombant               | - |
| Rosmarinus officinalis Lavandulaceus         | Romarin "Lavandulaceus"         | Petite plante rampante, fleurs violettes. |

## Légendes
Selon une légende, le romarin était à l'origine une plante à fleurs blanches. Avant de donner naissance à l'enfant Jésus, Marie, aurait déposé sa cape de couleur bleue sur un romarin planté devant l’étable. La cape aurait déteint sur l'arbrisseau et c'est ainsi que, depuis, le romarin fleurit bleu. Certains voient dans cette légende une autre origine possible au nom Romarin à savoir « Rose de Marie » (l'appellation anglaise étant d'ailleurs Rosemary), sans que cette origine soit étayée.
L’eau de Hongrie, alcoolat à base de romarin pour se parfumer ou à boire, viendrait d'Élisabeth de Pologne, reine de Hongrie. Elle l’aurait utilisée en 1378 à l’âge de 72 ans.

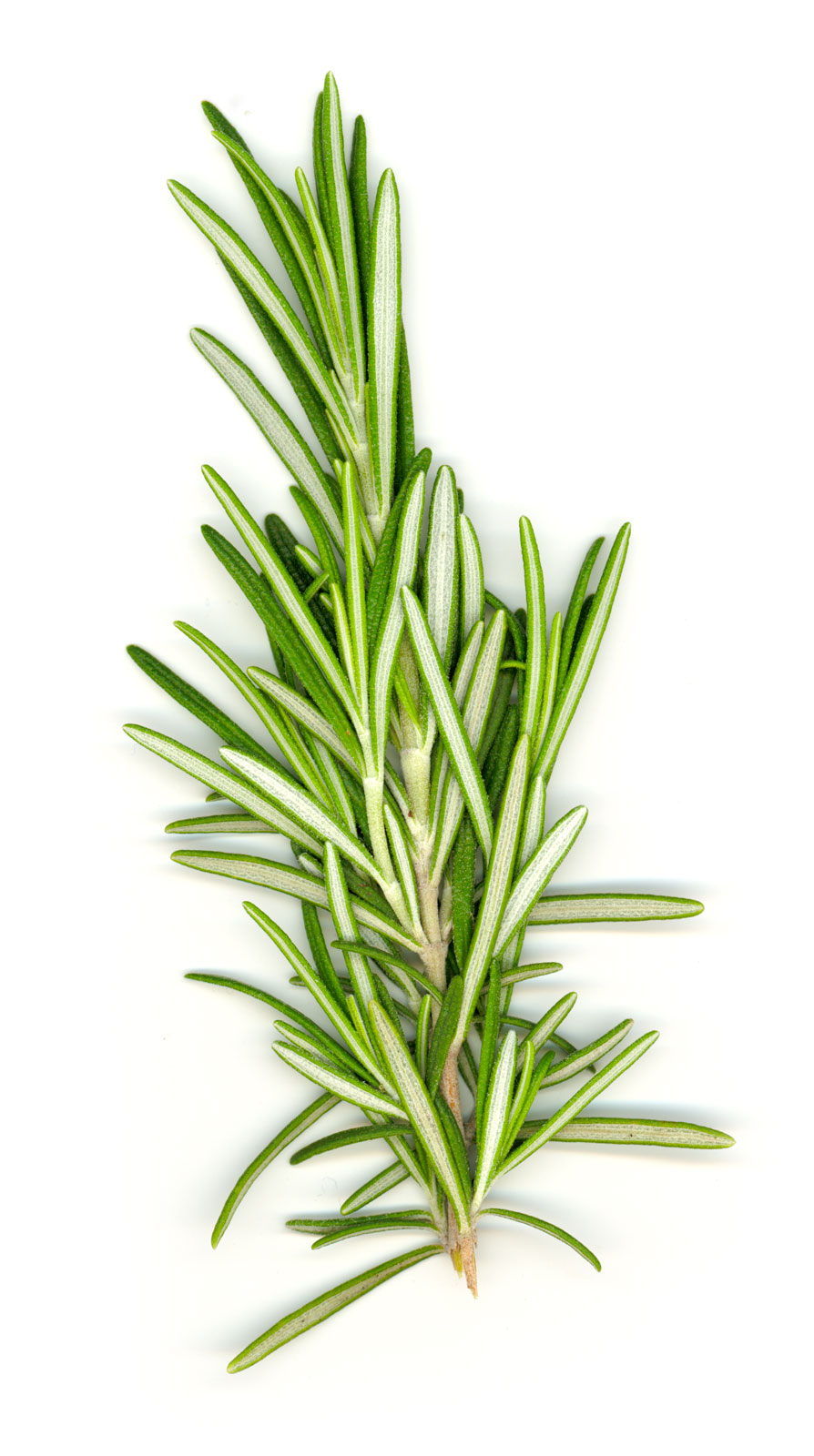
Romarin.
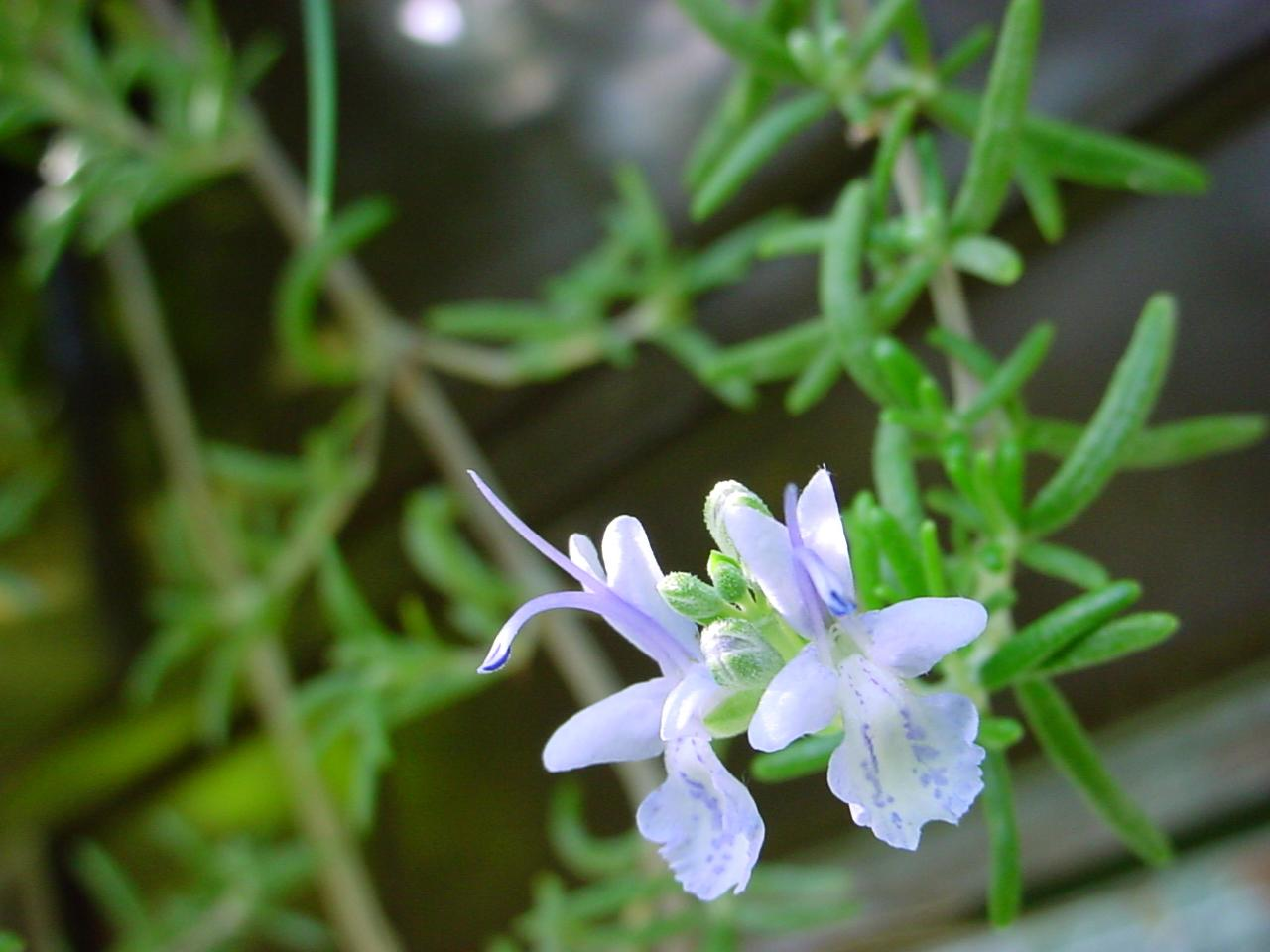
Fleur de romarin.
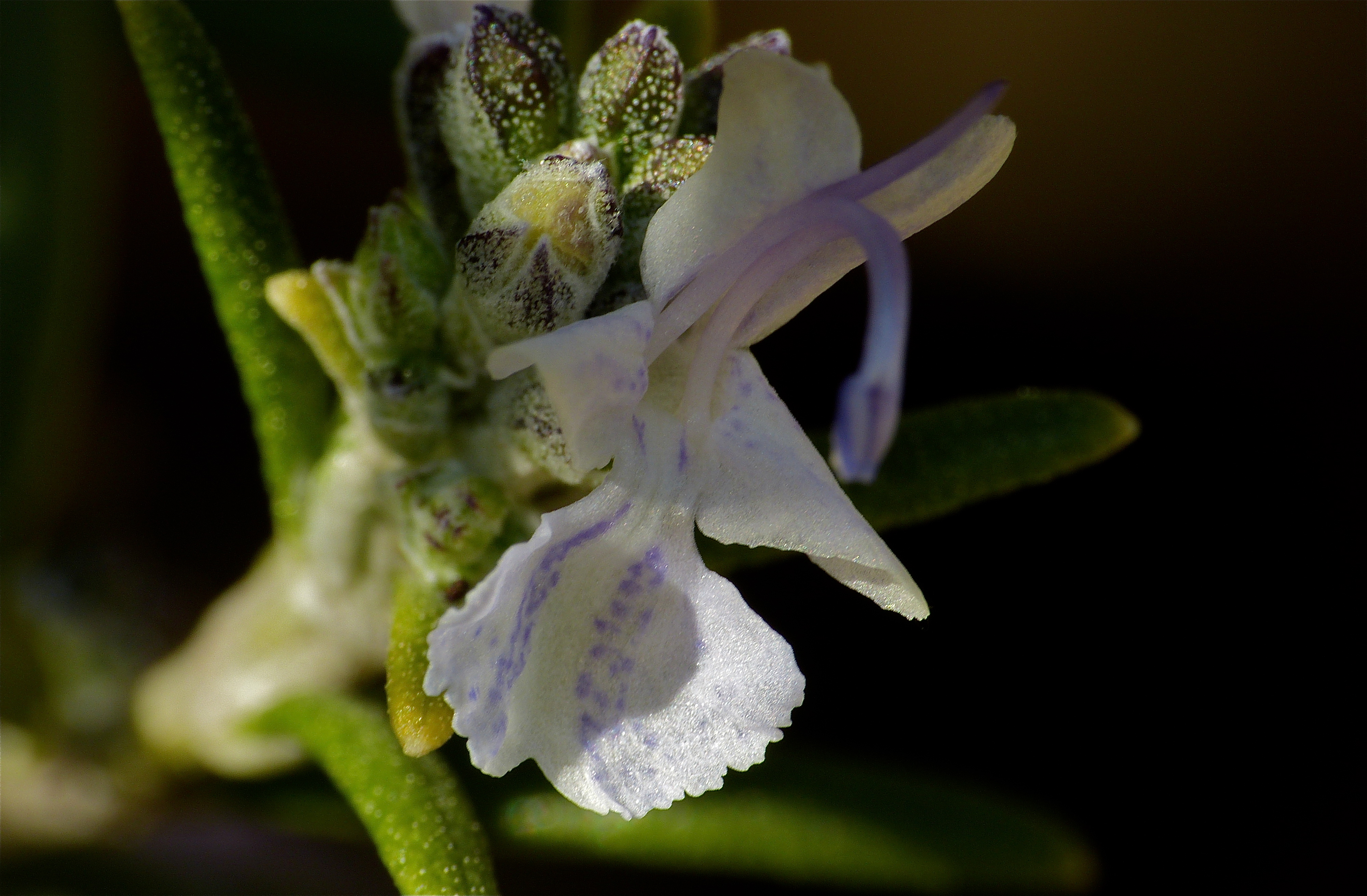
Détail de la fleur.
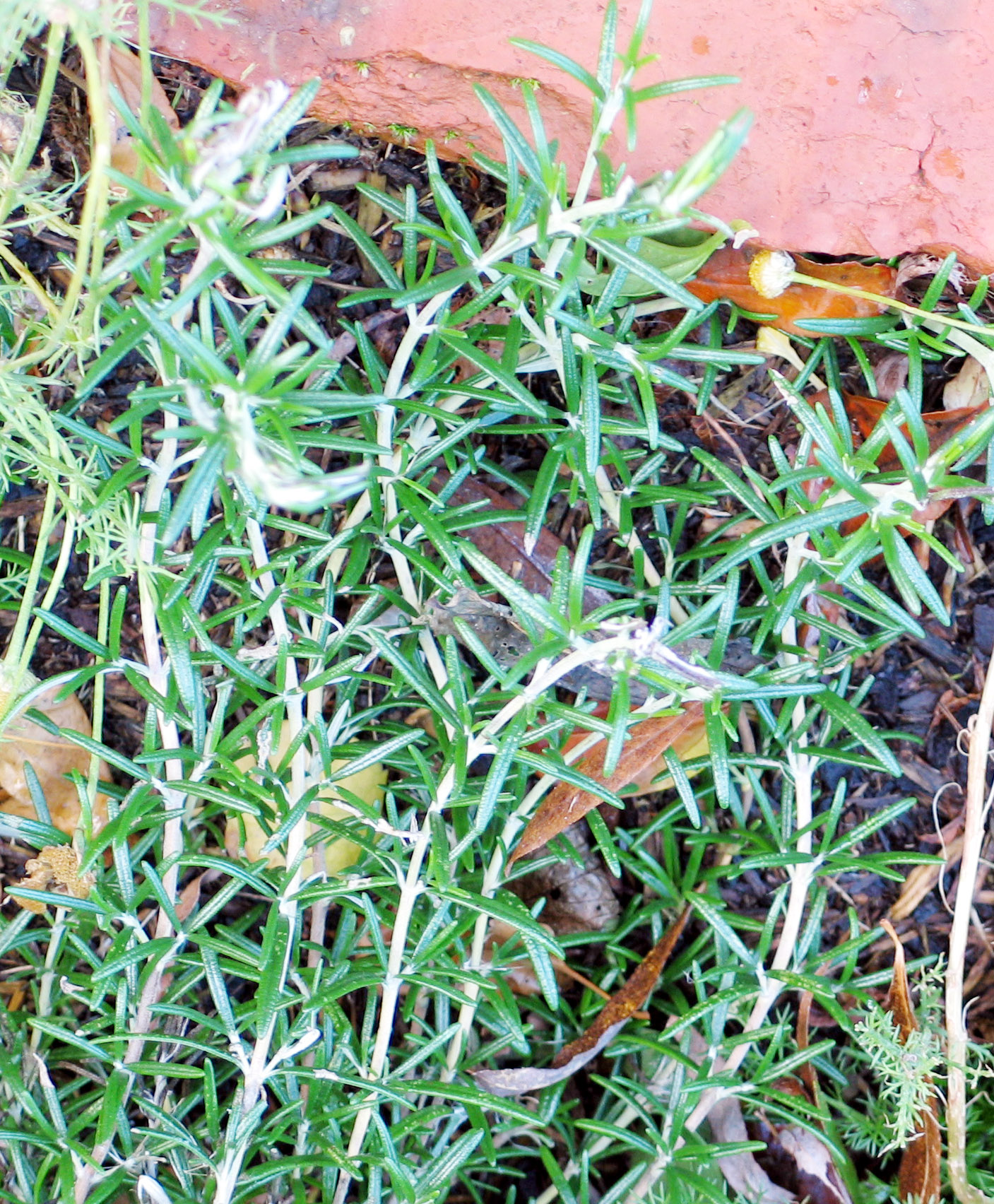
Romarin fleuri.
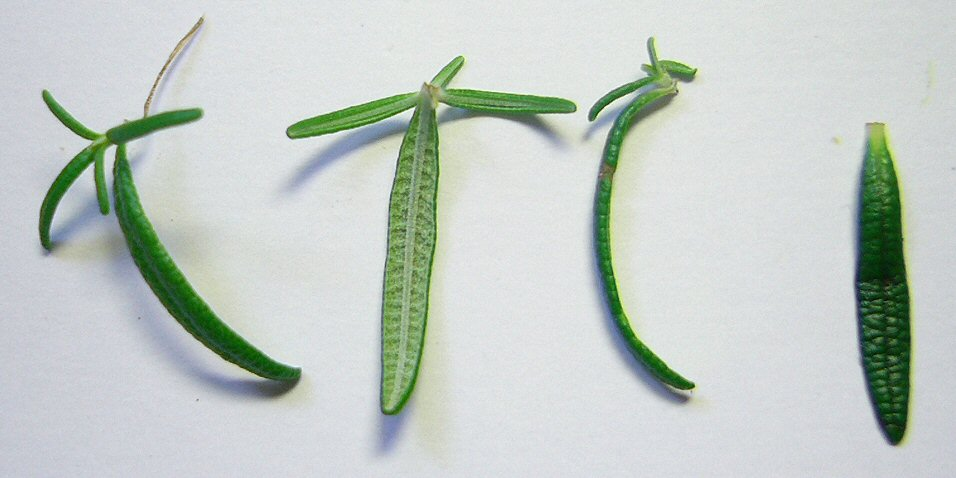
Feuilles de romarin.
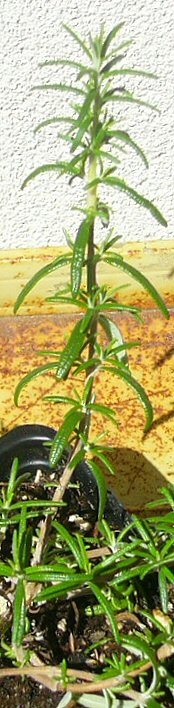
Culture.
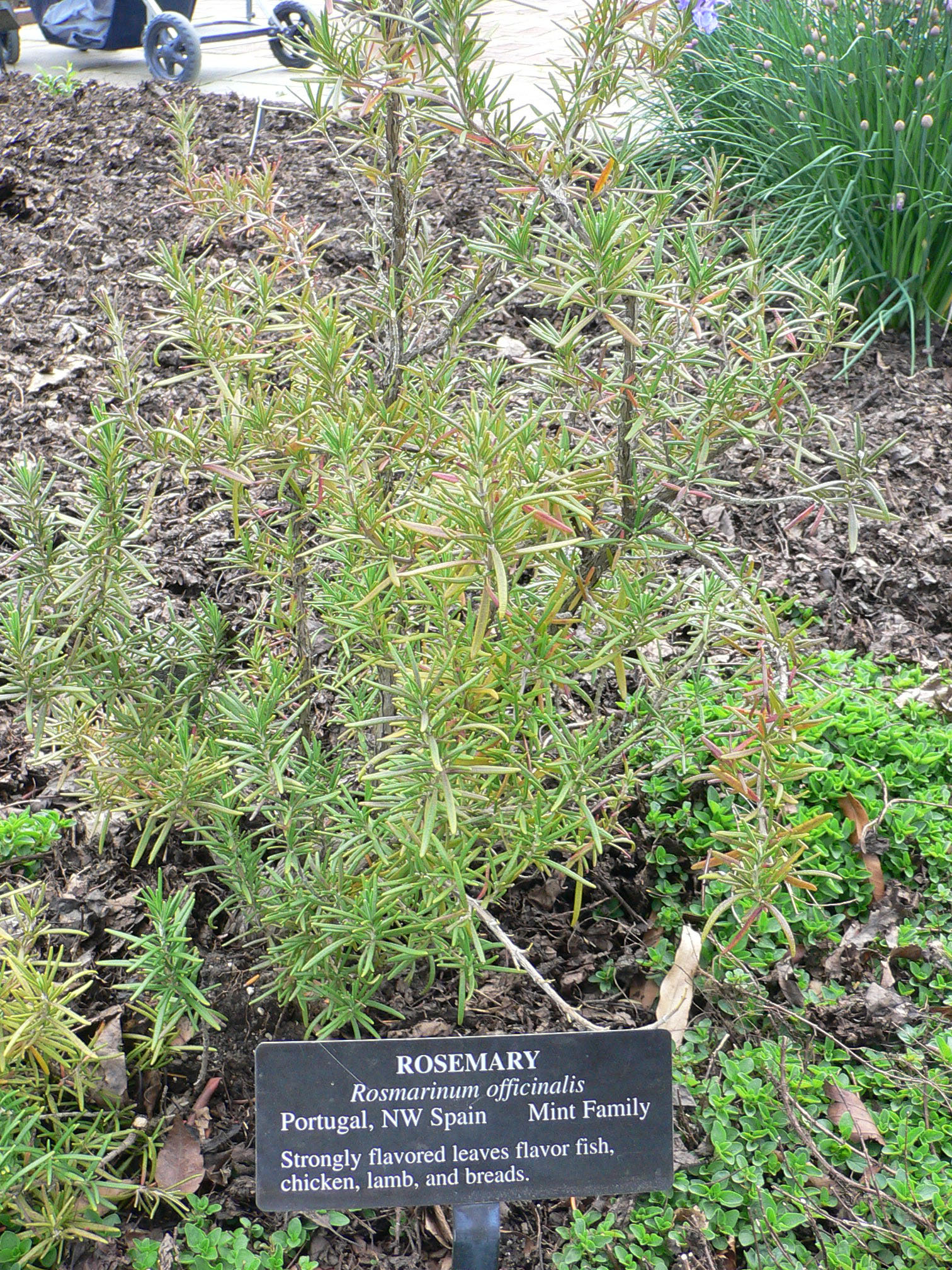
Romarins à Longwood Gardens (en).
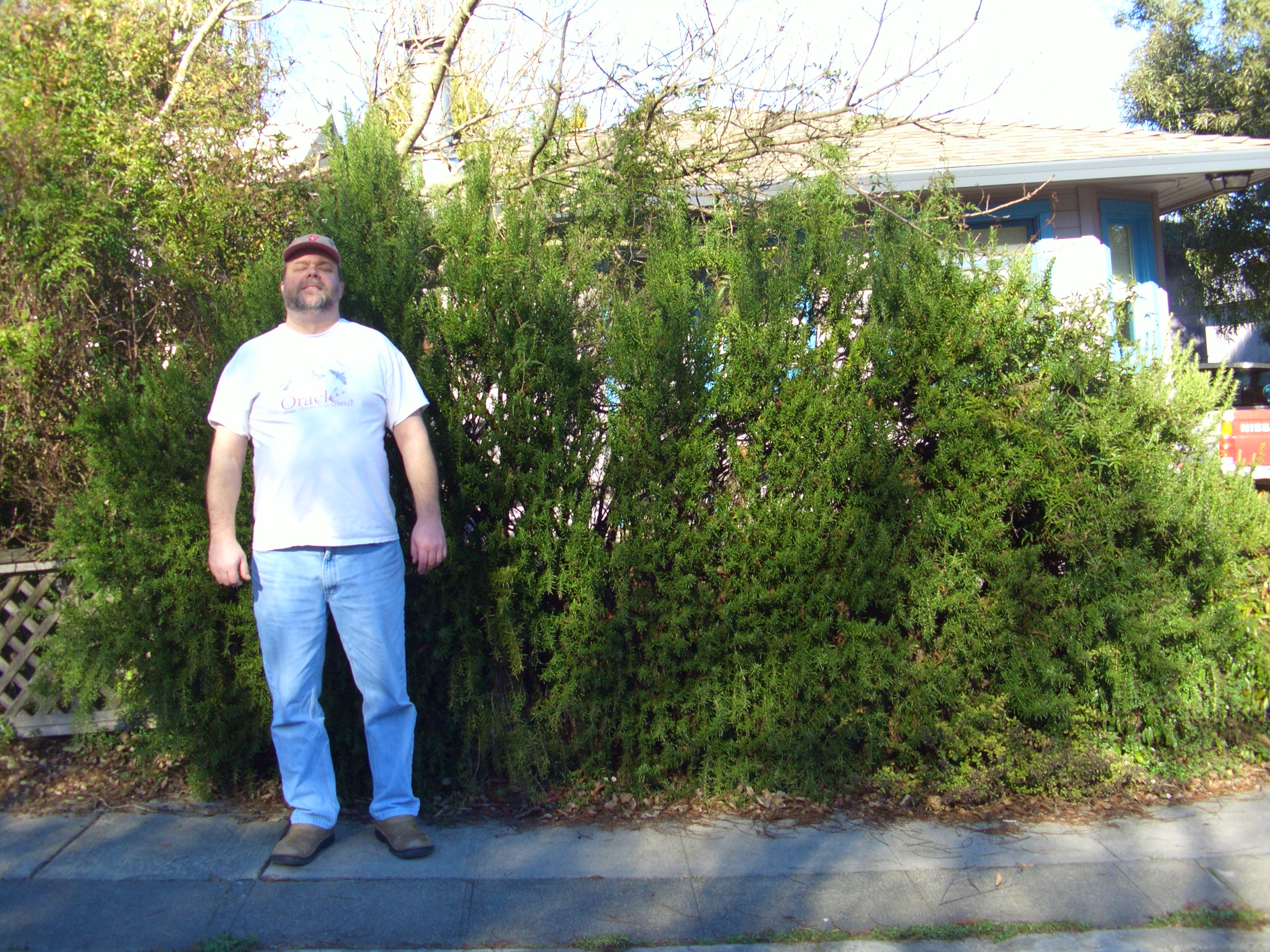
Spécimen de 2,2 m à Sébastopol.
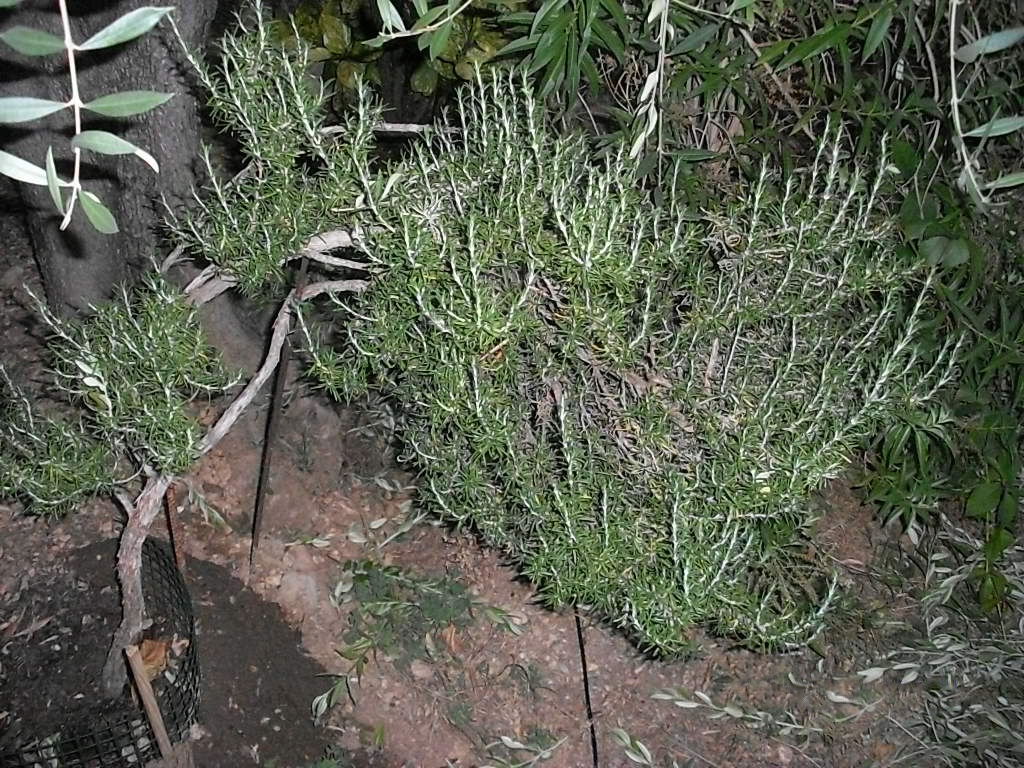
Plant de romarin à La Penne-sur-Huveaune.
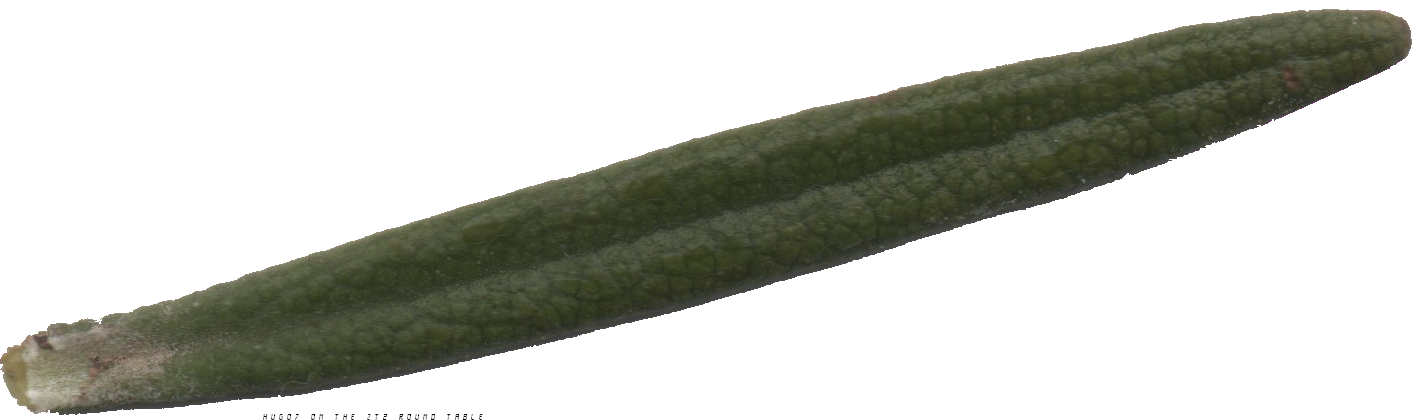
Rosmarinus officinalis passé au scanner en 1200ppp (cliquez pour agrandir et voir tous les détails de la feuille).

## Calendrier
Le 6e jour du mois de messidor du calendrier républicain / révolutionnaire français est officiellement dénommé jour du romarin, généralement chaque 24 juin du calendrier grégorien.